# Eloeophila subaprilina
Eloeophila subaprilina là một loài ruồi trong họ Limoniidae. Chúng phân bố ở miền Cổ bắc.